# Apple Daily
Apple Daily (chino: 蘋果日報) fue un periódico de estilo tabloide publicado en Hong Kong desde 1995 hasta 2021. Fundado por Jimmy Lai, fue uno de los periódicos en lengua china más vendidos en Hong Kong. Junto con la revista de entretenimiento Next Magazine, Apple Daily formaba parte de Next Digital. El periódico publicaba ediciones impresas y digitales en chino tradicional, así como una edición digital en inglés. Una publicación hermana del mismo nombre sigue funcionando en línea en Taiwán en el marco de una empresa conjunta entre Next Digital y otras empresas taiwanesas.
El 17 de junio de 2021, las autoridades de Hong Kong recurrieron a la ley de seguridad nacional para congelar los activos de la empresa y de Jimmy Lai. Esta medida fue ampliamente descrita como un "ataque" a la libertad de prensa. Como resultado de la congelación de activos, Apple Daily no pudo pagar los salarios y las facturas de electricidad, y tuvo que dejar de funcionar. La última edición impresa se publicó el 24 de junio, con más de un millón de ejemplares impresos, frente a los 80.000 habituales, y los seguidores del periódico hicieron colas de cientos de metros para comprarlos. El canal principal y complementario del periódico en YouTube, "Fruit Seed", también dejó de funcionar a medianoche del mismo día.
En una encuesta del Instituto Reuters realizada a principios de 2021, Apple Daily era la cuarta fuente de noticias offline más utilizada en Hong Kong, mientras que su sitio web era el segundo más utilizado entre los medios de noticias online de la ciudad. Según una encuesta realizada por la Universidad China de Hong Kong, el Apple Daily fue el tercer periódico de pago más fiable en 2019.
La posición editorial de Apple Daily, favorable a las protestas pro-movimiento democrático en Hong Kong, lo convirtió en objeto de boicots publicitarios y presiones políticas. Tras la promulgación de la controvertida ley de seguridad nacional de Hong Kong, la policía allanó su sede el 10 de agosto de 2020, operación policial criticada por algunos gobiernos democráticos y grupos de derechos de prensa.

## Historia
El Apple Daily fue fundado el 20 de junio de 1995 por el empresario de la confección Jimmy Lai. Tras el éxito de Next Magazine, otra publicación de su propiedad, lanzó Apple Daily con un capital inicial de 700 millones de HK$ (89.750 dólares). Lai llamó a Apple Daily en honor a la fruta prohibida, de la que ha dicho que, si Adán y Eva no hubieran, no habría maldad ni noticias.

### Guerra de precios
El periódico se lanzó en medio de una economía pobre y un mercado de periódicos en chino muy competitivo. Las incertidumbres políticas derivadas de las críticas de Lai al gobierno chino también hicieron que los analistas de medios de comunicación fueran pesimistas sobre el futuro de Apple Daily. Su lanzamiento se anunció con anuncios televisivos en los que Lai aparecía con una manzana en la cabeza como si fuera un blanco de tiro para sus competidores. Durante el primer mes de publicación, el periódico repartió cupones que reducían el precio de portada a 2 HK$ (0,25 dólares), a pesar de que el precio de venta al público estándar era de 5 HK$ por número, fijado por la Newspaper Society of Hong Kong (a la que Apple Daily no pertenecía). El precio se restableció a 5 dólares al cabo de un mes, pero el periódico pasó a promocionarse con camisetas y carteles de colores. La campaña hizo que Apple Daily alcanzara los 200.000 ejemplares en su primer día, convirtiéndose en el segundo periódico con mayor tirada de Hong Kong.
Se produjo una guerra de precios entre los periódicos populares en respuesta a la entrada en el mercado del Apple Daily. Oriental Daily bajó su precio a 2 dólares en diciembre de 1995, y otros periódicos, como Sing Pao y Tin Tin Daily siguieron su ejemplo. Apple Daily redujo su precio de venta a 4 dólares un día después de que Oriental Daily anunciara un descenso del 10% en su difusión. Como resultado, varios periódicos colapsaron: TV Daily cesó sus operaciones el primer día de la guerra de precios, Hong Kong United Daily, la revista China Times y el periódico inglés Eastern Express, un periódico hermano de Oriental Daily, colapsaron poco después.

### Historia editorial
En marzo de 2015, Chan Pui-man se convirtió en la primera mujer editora jefe del diario, en sustitución de Ip Yut-kin. En 2019, Apple Daily fue galardonado con los Premios de Prensa de Derechos Humanos de Hong Kong por su reportaje sobre Liu Xia, la esposa del activista chino de derechos humanos Liu Xiaobo. En 2020, Apple Daily lanzó la edición en inglés de su periódico digital. Según los registros más recientes antes de su cierre, tenía una circulación impresa de más de 86.000 ejemplares, y su sitio web tenía aproximadamente 9,6 millones de visitantes únicos mensuales en Hong Kong.
El periódico se convirtió en objetivo de las autoridades de Hong Kong después de su fuerte y vocal apoyo al movimiento prodemocracia en Hong Kong. Jimmy Lai fue detenido en diciembre de 2020 y condenado a prisión en abril de 2021 en relación con las protestas de 2019. Las oficinas del periódico fueron allanadas en 2020, sus cuentas fueron congeladas y cinco personas, entre ellas su editor Ryan Law y el director general Cheung Kim-hung, fueron detenidas en 2021. El periódico anunció su cierre el 23 de junio de 2021.

### Redada de 2020

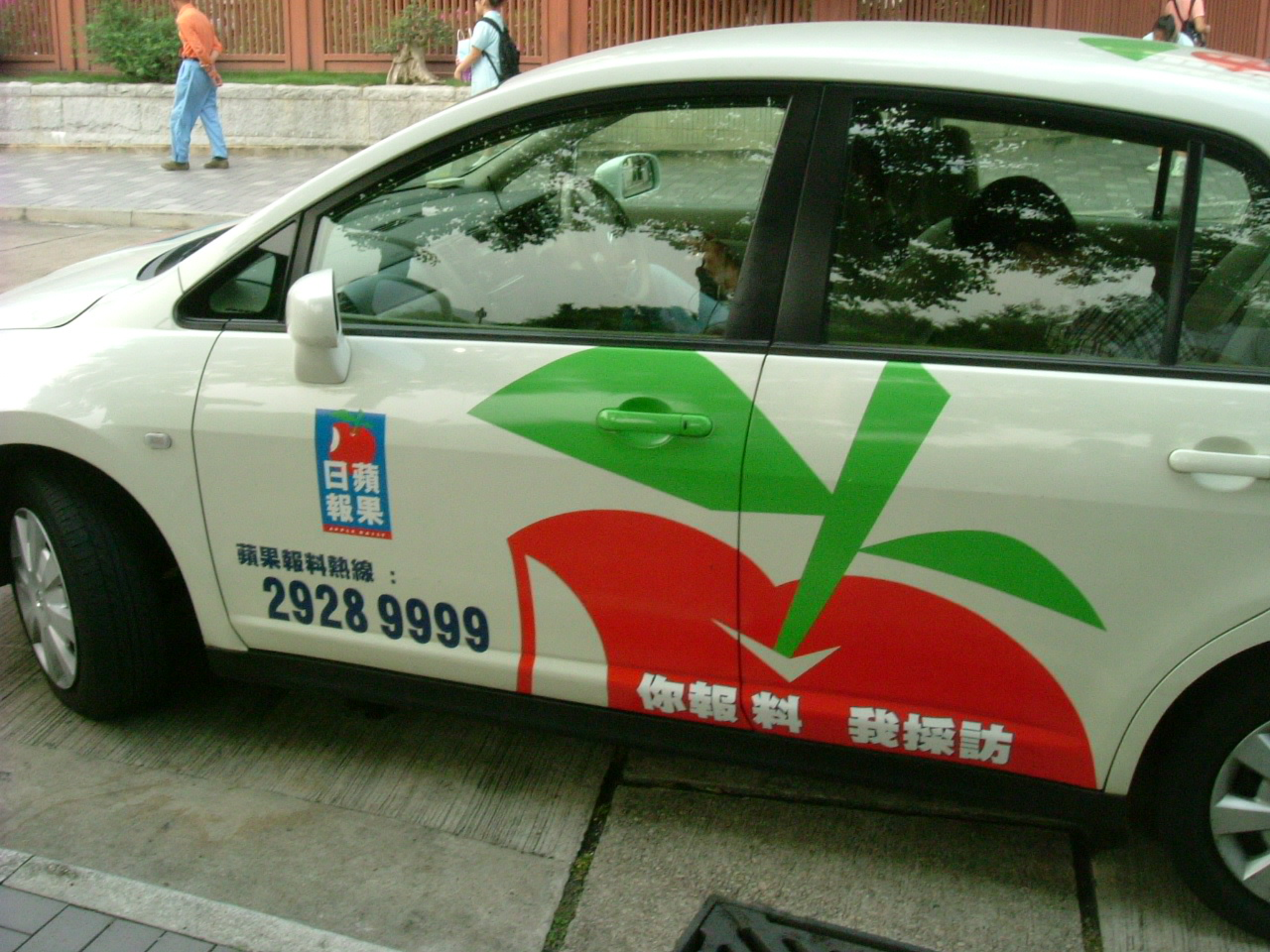
Una de las furgonetas de reparto del medio

El 10 de agosto de 2020, las oficinas del Apple Daily fueron allanadas por más de 200 agentes, tras la detención de Lai el día anterior por violar de la recién promulgada ley de seguridad nacional. Los dos hijos de Lai, cuatro altos ejecutivos de Next Digital y tres activistas sociales, también fueron detenidos el mismo día. Las detenciones, que se produjeron en medio de la represión de Pekín contra muchas figuras prodemocracia en Hong Kong, suscitaron la condena de gobiernos internacionales y grupos de derechos humanos. Al parecer, Lai y otros detenidos se enfrentaban a cargos de "colusión con agentes extranjeros", que incluían la defensa de sanciones por parte de dichos países.
La redada policial duró nueve horas, y fue transmitida en directo por reporteros del medio, incluyendo un momento tenso en el que los policías empujaban a un redactor por cuestionar los límites del registro. La policía ordenó detener la emisión en directo, pero el miembro del personal continuó filmando la redada, defendiendo su libertad de prensa. Los agentes registraron la propiedad del negocio y se llevaron 25 cajas de documentos, aunque la orden de registro de la policía no reveló lo que buscaba en la sede. La policía también llevó a Lai a la oficina durante dos horas y media y lo paseó por la redacción esposado, un acto posiblemente dirigido a humillar a Lai y a silenciar a la prensa.
Next Digital emitió un comunicado en el que condenaba la redada policial y declaraba: "La libertad de prensa de Hong Kong pende ahora de un hilo, pero nuestro personal seguirá plenamente comprometido con nuestro deber de defender la libertad de prensa." Después de la redada, sus ejecutivos se comprometieron a reanudar sus operaciones diarias,  y anunciaron planes de imprimir 350.000 ejemplares para su publicación del martes, cifra que acabó creciendo hasta los 550.000, un aumento significativo de su tirada de 70.000 ejemplares.  Se lanzó una campaña en las redes sociales para animar al público a comprar el periódico, que recibió el apoyo del activista Joshua Wong, la cantante Pong Nan y el legislador Ted Hui. Apple Daily también subió una transmisión en directo de su proceso de impresión.
El 11 de agosto, se publicó una portada que decía: "Apple Daily debe seguir luchando". Tsang Chi-ho, antiguo presentador del programa de noticias satírico Headliner, dejó en blanco el espacio que solía ocupar su columna, incluyendo solo el texto: "No podéis matarnos a todos." Muchos residentes de Hong Kong hicieron cola durante la noche ante los vendedores de periódicos para comprar los primeros ejemplares impresos,  y algunos incluso compraron periódicos al por mayor, distribuyendo ejemplares gratuitos por la ciudad. En pocas horas, varias tiendas de conveniencia habían agotado todos sus ejemplares. La gran demanda procedía de los lectores que querían mostrar su apoyo al Apple Daily y preservar la libertad de prensa en Hong Kong.
El día de las detenciones, las acciones de Next Digital cayeron originalmente un 16,7% hasta un mínimo histórico de 0,075 HK$. En respuesta, surgió una campaña en redes que animaba a los seguidores a comprar acciones de la empresa,  lo que las llevó a subir un 1100% dos días después, alcanzando su récord de los últimos siete años y convirtiéndose en el tercer valor en bolsa. El miércoles, las acciones cayeron más de un 40% después de que la Comisión de Valores y Futuros de Hong Kong emitiera una advertencia sobre su alta volatilidad. Una investigación de la policía sobre manipulación de mercado condujo a la detención de 15 sospechosos el 10 de septiembre de 2020.
Lai fue liberado en la madrugada del 12 de agosto tras 40 horas de detención. Más tarde, ese mismo día, llegó a la redacción del Apple Daily y fue recibido con vítores por parte de los empleados, e instó a los miembros de la plantilla a seguir luchando, con el apoyo del pueblo de Hong Kong, y a no defraudarles.

### Detenciones de 2021 y cierre

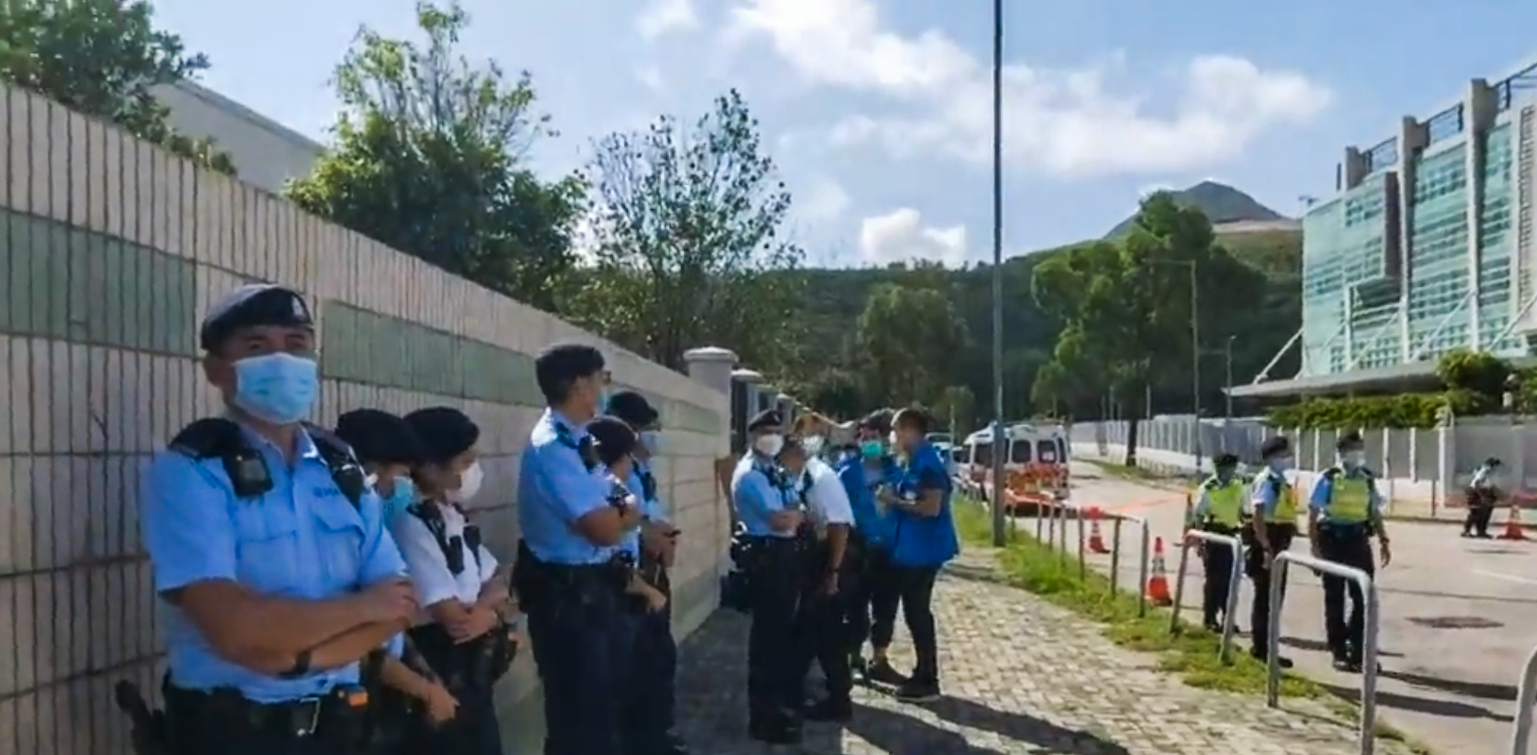
Policía de Hong Kong durante la redada en las oficinas del medio el 17 de junio de 2021

Los activos de Apple Daily Limited, Apple Daily Printing Limited y AD Internet Limited, así como las cuentas pertenecientes a Jimmy Lai por valor de más de 500 millones de dólares de Hong Kong, fueron congelados el 14 de mayo de 2021, y el 17 de junio, un contingente de 500 policías asaltó de nuevo la sede del Apple Daily. Detuvieron al director general, Cheung Kim-hung, al director de operaciones, Royston Chow, al redactor jefe, Ryan Law, al editor asociado, Chan Pui-man, y al director de la plataforma Apple Daily Digital, Cheung Chi-wai, y los acusaron de violar el artículo 29 de la ley de seguridad nacional, que prohíbe la colusión con fuerzas externas para poner en peligro la seguridad nacional, y congelaron 18 millones de HK$ de activos.
La redada y las detenciones fueron criticadas por Estados Unidos, la Unión Europea, y el Reino Unido, así como el portavoz de derechos humanos de Naciones Unidas. El gobierno central chino ha rechazado las críticas sobre el uso de la ley de seguridad nacional para reprimir la libertad de prensa y ha dicho que las fuerzas externas deben "dejar de socavar el Estado de Derecho de Hong Kong con el pretexto de la libertad de prensa".
El 21 de junio, el periódico anunció que tendría que cerrar a menos que se descongelaran las cuentas, ya que no podía pagar a su personal ni soportar los costes operativos. El 23 de junio, el periódico dijo que cerraría "para proteger la seguridad de los miembros del personal" y que la tirada del 24 de junio sería la última. Apple Daily también dijo que su versión digital se desconectaría a las 23:59 hora de Hong Kong (UTC+8) el 23 de junio.
Los activistas respaldaron los artículos de noticias de Apple Daily en varias plataformas de blockchain para garantizar que el contenido estuviera disponible y libre de la censura china. El editorialista de Apple "Li Ping" (Yeung Ching-kei) fue detenido el 23 de junio "bajo la sospecha de conspirar con países o fuerzas extranjeras para poner en peligro la seguridad nacional", Fung Wai-kong, redactor jefe de la sección de noticias en inglés de Apple, fue detenido el 27 de junio en el aeropuerto internacional de Hong Kong cuando intentaba huir de la ciudad.

## Editores Jefe
1. Loh Chan (1995–1996)
2. Ip Yut-kin (1996–2002)
3. Lam Ping-hang (2003–2006)
4. Cheng Ming-yan (2006–2011)
5. Cheung Kim-hung (2012–2015)
6. Chan Pui-man (2015–2017)
7. Ryan Law Wai-kwong (2017–2021)

## Premios
A lo largo de sus 26 años de historia, el Apple Daily obtuvo cientos de premios por la calidad y rigor de su periodismo, entre ellos:
- Premio al Periodismo sobre Derechos Humanos de Hong Kong (2020), por su artículo " After Effects of Tear Gas Grenades in the Anti-Extradition Bill Movement Series"[70]
- Premio de la Asociación Asiática de Editores (2020), por su artículo "Land Injustice: Overpriced Farms in Taiwan"[71]
- Premio Especial a la Libertad de Prensa (2020) a su fundador, Jimmy Lai, por parte de Reporteros Sin Fronteras[72]